# Георги Нехризов
Георги Нехризов е български археолог – доцент в Археологическия институт с музей при БАН. Ръководител на 40 експедиции за издирвания на археологически обекти в Родопите, Долината на Марица и Стара планина.

## Биография
Георги Нехризов е роден в гр. Пазарджик на 31.10.1957 г.
През 1983 г. Георги Нехризов завършва Софийския държавен университет със степен магистър по история и археология. Бил е учител по история в Техникум по електроника в София (1984).
Бил е археолог-проучвател в Националния институт за паметниците на културата (издирване и определяне на мерки за опазване на археологически паметници) (1984—1990). Ръководител група „Археология“ в Националния институт за паметниците на културата (издирване и определяне на мерки за опазване на археологически паметници) (1990—1994). Главен експерт в отдел „Недвижими паметници на културата“ към Министерство на културата на България (определяне на държавната политика по опазване на паметниците на културата) (1994—1998)? През периода 1996—1998 е бил директор на отдела.
- От 1998 работи като специалист в Археологическия институт с музей – БАН. * През 2005 г. защитава докторска дисертация на тема „Керамичният комплекс от ранната желязна епоха в Източните Родопи”.
- От 2012 г. е доцент по археология.[1]
- От януари 2019 г. до ноември 2022 г. е бил ръководител на Секция за интердисциплинарни изследвания и Археологическа карта на България при НАИМ-БАН.
- 1994—2010 г е председател на Управителния съвет на Археологическа карта на България.
- От май 2010 г. е национален администратор Археологическа карта на България.
- От 2019 г е член на Научния съвет на НАИМ-БАН.
- Член на Съвета за теренни проучвания от създаването му през 1997 г.
- Член на комисията за инфраструктурни проекти към НАИМ-БАН от 2006 г.
- 2008—2016 г е бил член на Управителния съвет на Асоциацията на българските археолози.
- През 2012 г е координатор на дейностите по изпълнение на проект „Издирване на археологически обекти по трасето на газопровод „Южен поток”.

## Научни интереси
- Погребални практики, култови места и керамичен комплекс в Тракия през I хил. пр. Хр.;
- Мегалитни паметници;
- Археологическа карта на България;
- Недеструктивни методи за издирване на археологически обекти;
- Приложение на ГИС в археологическите проучвания.[1]

## Научноизследователски проекти
Георги Нехризов е активен участник в много национални и международни научни проекти сред които:
- 2012-2016 – Проект „Advanced Research Infrastructure for Archaeological Dataset Networking in Europe (ARIADNE)“ партньори: 25 организации от 24 европейски страни и НАИМ-БАН като представител на България
- 2012-2013 – Проект „Federated Archaeological Information Management System (FAIMS). Creating eResearch tools for archaeologists“ партньори: Университетът в Ню Саут Уелс, Сидни, заедно с 41 организации от Австралия, САЩ, Англия и НАИМ-БАН като представител на България
- 2010-2012 – Grant Agreement № ARCS 11 ICAB1 between American Research Center – Sofia and University of California, Davis, USA for Bulgarian-American archaeology project: „Rock-cut Sanctuaries in the Eastern Rhodope Mountain: The Gloukhite Kamani Cult Complex“
- 2008-2010 – Проект „Военни динамики и контакти отвъд северната граница на Микенския свят. Анализ за произход на ключови метални изделия от късната бронзова епоха“, проект осъществяван на базата на споразумение между НАИМ-БАН и Научноизследователска група от Виенския университет
- 1999, 2000 – Проект „Arch Terra“ за изработване на единна музейната информационна система за България, Румъния и Полша. В проекта участват представители на институции и от Холандия и Италия
- 1998-2002 – Българо-френски научноизследователски проект „Изследвания на териториите, свързани с емпорион Пистирос (басейна на Горна Марица и Западните Родопи)“, който се осъществява на базата на договор между НАИМ-БАН и Френската школа в Атина

- 2011-2013 – Проект на НАИМ-БАН и СУ „Св. Кл. Охридски“ „Прототипна ГИС за изследване и опазване на археологическото наследство в България – ARCHGIS“, финансиран от фонд „Научни изследвания“ към Министерство на образованието, младежта и науката – 2011-2013 г.
- 2008-2012 – Проект „Кадастрална политика и географска информационна система (GIS) на културно-историческото наследство в Кюстендилска област“, финансиран от Фонд „Научни изследвания“ към Министерство на образованието, младежта и науката
- 2008, 2009 – Проект на СУ „Св. Кл. Охридски“ „Геоархеологични проучвания на сакрални обекти от I хил. пр. Хр. в Югоизточна България“, финансиран от фонд „Научни изследвания“ към Министерство на образованието, младежта и науката
- 2007, 2008 – Проект „Общото наследство от праисторически времена – средство за развитие на пограничния регион“ финансиран по програма ФАР – „Развитие на човешките, туристическите и културни ресурси в пограничния регион“, Трансгранично сътрудничество България – Гърция
- 2007 – Проект „Магнетизмът на скалните паметници в Източни Родопи“, по програма ФАР транс-гранично сътрудничество България – Гърция „Подпомагане културния туризъм и човешките ресурси в пограничните райони“
- 2006, 2007 – Проект „Пътеки към душата на камъка“ по програма ФАР за транс-гранично сътрудничество България – Гърция „Подпомагане културата, туризма и трудовата заетост в пограничните райони“
- 2004 – Проект „Културни и исторически мистерии в Източните Родопи“ финансиран по програма ФАР – „Развитие на културния туризъм в България“

## Археологически разкопки[1]
- 2004 Ямно светилище при Свиленград
- 2004 Долмен при с. Васково
- 2003 Праисторическо селище при с. Орлица
- 2001-2002 Античен и средновековен град Перперикон при с. Горна крепост
- 2001-2002 Тракийско светилище Ада тепе при гр. Крумовград
- 2001 Тракийски долмен при с. Железино
- 2001 Две надгробни могили при с. Калугерово
- 2000 Надгробни могили при с. Лозенец
- 2000 Надгробни могили при с. Кривня
- 2000 Надгробни могили и долмени при с. Пелевун
- 1999 Тракийски долмен при с. Пелевун
- 1999 Надгробна могила при с. Железино
- 1999 Тракийски култов комплекс при с. Дoлни Главанак
- 1998 Ямно светилище при с. Болярино
- 1997 Тракийско селище при с. Кралево
- 1997 Тракийско светилище при гр. Маджарово
- 1996 Античен гроб при с. Крилатица
- 1995 Обитавана пещера при с. Рибино
- 1995 Надгробна могила при с. Долно Луково
- 1994-1995 Некропол от ранната желязна епоха при с. Катрище
- 1994 Тракийско светилище в Кърджали
- 1992 Тракийска гробница при с. Долно Луково
- 1990 Некропол от долмени при с. Черничево
- 1989, 1996 Тракийско селище при с. Кралево
- 1989 Скална гробница при с. Пчелари
- 1988 Тракийско светилище при с. Стоманци
- 1985 Римска гробница в с. Старо село

## Списък статии и интервюта
- Археологът доц. д-р Георги Нехризов: Новият Перперикон е край Любимец Архив на оригинала от 2014-02-21 в Wayback Machine., bgdnes.bg
- Източнородопските долмени мегалитни гробни съоръжения от водосборния район на Бяла река, academia.edu
- Новооткрита тракийска гробница в Казанлъшко
- Георги Нехризов за Глухите камъни Архив на оригинала от 2014-02-19 в Wayback Machine., vbox.bg
- Надгробна могила със зидана гробница при с. Бузовград (предварително съобщение за резултатите от проучванията през 2012 г.) Архив на оригинала от 2014-02-21 в Wayback Machine.
- Могилни некрополи в Източните Родопи, rodopskistarini.com

## Признание
— През 2014 г, за приноса си към изследване на тракийската култура, е награден с наградата Александър Фол.